# محمود جاد
محمود جاد (عربی: محمود جاد محمود أحمد؛ زادهٔ ۱ اکتبر ۱۹۹۸) بازیکن فوتبال است که در حال حاضر برای باشگاه فوتبال المصری بازی می‌کند. 
وی همچنین در تیم‌های ملی فوتبال زیر ۲۳ سال مصر و مصر بازی کرده است.